# Vlag van Halle (België)
De vlag van Halle werd door de gemeenteraad op 25 april 1991 officieel vastgesteld als de gemeentelijke vlag van de Vlaams-Brabantse gemeente Halle. Op 1 oktober 1991 werd hij door het Bestuur van Vlaanderen bevestigd en uiteindelijk gepubliceerd op 4 januari 1995 in het officiële Belgisch Staatsblad.
Officieel wordt de vlag beschreven als:
Schuingevierendeeld van wit en van blauw.
De kleuren van de vlag zijn afkomstig van het eerste en vierde kwart van het gemeentewapen.

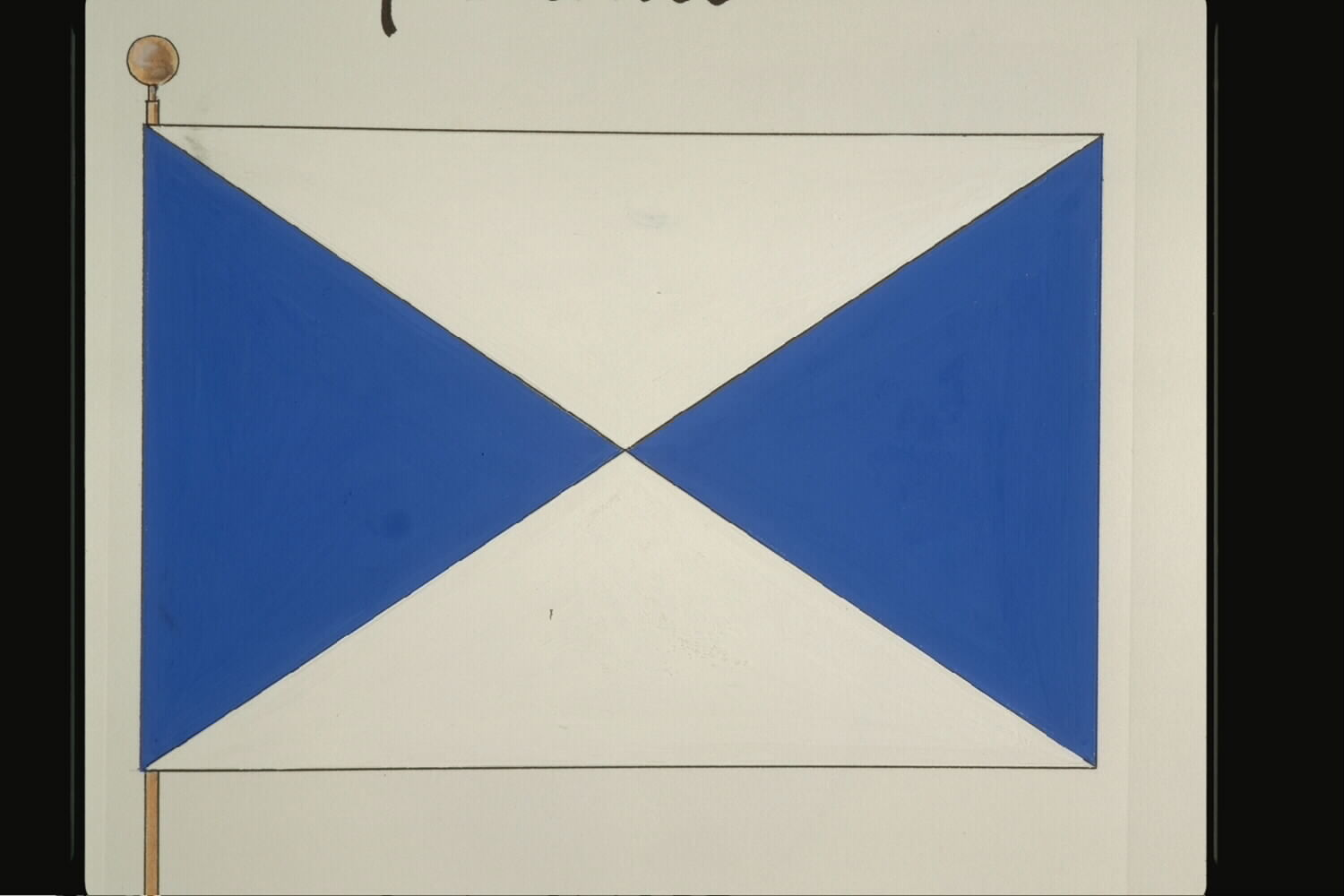
Officiële tekening van de vlag